# Gymnasium Georgianum (Lingen)
Das Gymnasium Georgianum ist ein allgemeinbildendes Gymnasium in Lingen (Ems) mit 1144 Schülern (Stand: 31. Januar 2020). Benannt ist die Schule seit 1859 nach Georg V., dem letzten König von Hannover.

## Geschichte

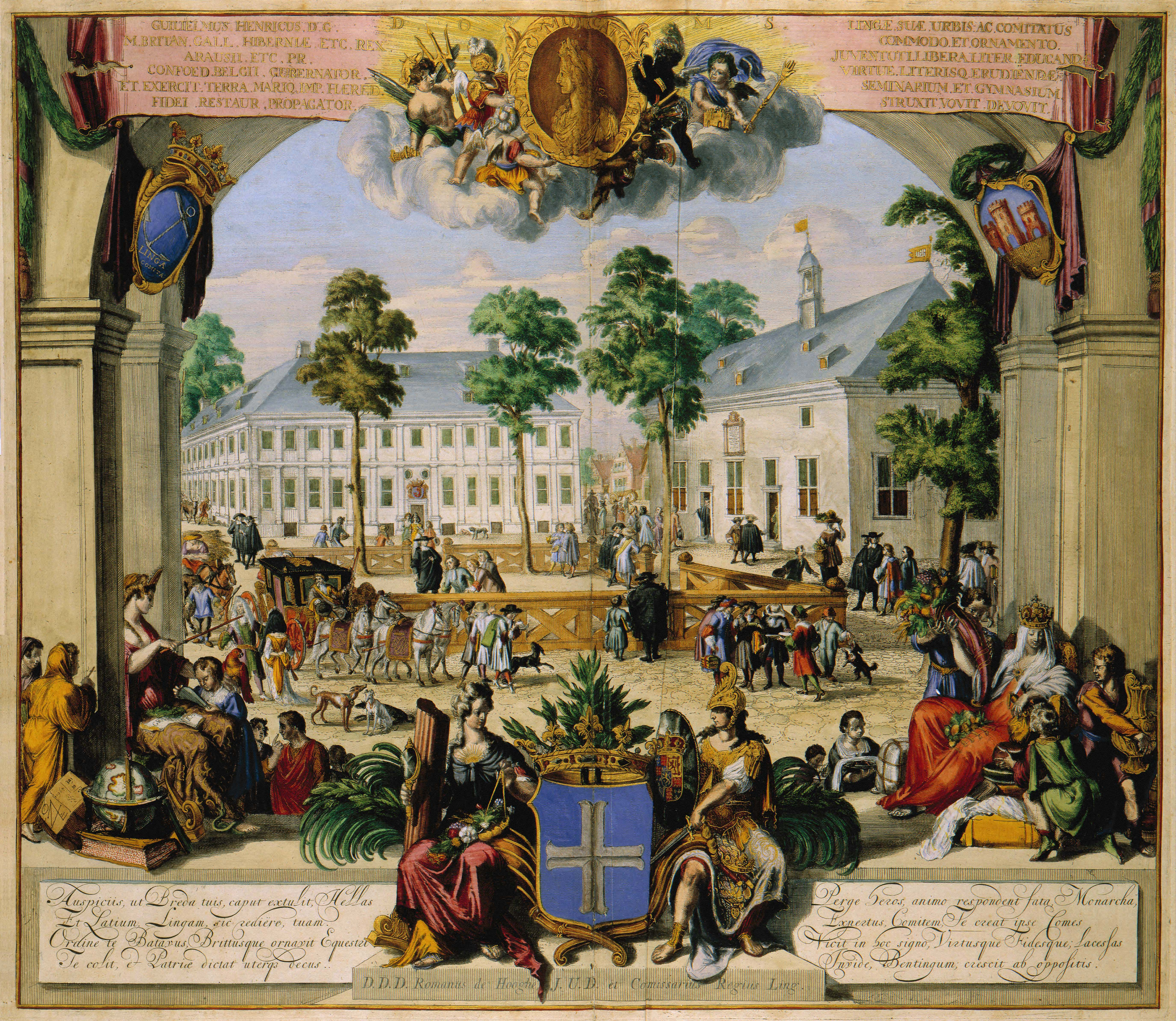
Schule bis zum Umzug 1859

Am 22. Januar 1680 eröffnete Wilhelm III. von Oranien eine Trivialschule (im Gebäude befindet sich heute die Kunstschule) in Lingen. 17 Jahre später wurde diese Lateinschule zum Gymnasium academicum, einer Hochschule, ausgebaut, die stiftungsgemäß evangelisch-reformiert war. Sie hatte zunächst vier evangelische Professoren. Es gab ein gemeinsames Kuratorium für Universität und Lateinschule. Grafschaft und Stadt Lingen waren damals Bestandteil der Niederlande, weshalb die Studenten vorwiegend aus den Niederlanden kamen. Das akademische Zepter des Rektors ist noch heute im Besitz des Georgianums, ebenso die historische Bibliothek.
1814/1815 kam Lingen zum Königreich Hannover. 1819 beschloss die Regierung in Hannover, dass die Universität in Göttingen ausreiche. Tatsächlich hatte die Hohe Schule ihre Bedeutung zu dieser Zeit verloren: Folglich wurde das Gymnasium Academicum aufgelöst. Ostern 1820 gründete die königlich-hannoversche Regierung ein „paritätisches“, d. h. gemischtes protestantisch-katholisches Gymnasium, das zunächst über längere Zeit das kleinste seiner Art im Königreich Hannover war. Am 12. Oktober 1859 zog die Schule in Anwesenheit des Königs Georg V., der ihr den Namen Georgianum gab, in ein neues Schulgebäude an der Gymnasialstraße um.
Fast hundert Jahre später, am 26. September 1958, wechselte die Schule erneut, nämlich in das Schulgebäude an der Heidekampstraße.

Georgianum bis zum Umzug 1958

Schule bis zum Umzug 1998

Am 12. August 1968 entschied die Behörde, die Schule in zwei Gymnasien aufzuteilen, um einerseits den altsprachlichen und andererseits den neusprachlichen Zweig betonen zu können. So entstand für den neusprachlichen Zweig das neue Gymnasium Johanneum. Das Georgianum behielt dementsprechend seinen Titel als „Altsprachliches Gymnasium“.
Das Gymnasium Johanneum bezog neue Räumlichkeiten an der Kardinal-von-Galen Straße und bildete zusammen mit der ebenfalls dort befindlichen Kreisrealschule ein Schulzentrum. Die ebenfalls dort 1993 untergebrachte Integrierte Gesamtschule Lingen (IGS) tauschte 1998 mit dem Georgianum die Räumlichkeiten. Seitdem arbeiteten die Gymnasien eng zusammen und bilden seit dem 1. August 2009 unter dem Namen Georgianum wieder ein Gymnasium.

## Schulprofil
Das Profil des Gymnasiums Georgianum enthält neben den herkömmlichen Angeboten Aktivitäten und Fächer verschiedener Art.
So kann ab der Klasse 6 als zweite Fremdsprache Latein, Französisch oder Spanisch und ab Klasse 7 bilingualer Unterricht gewählt werden. Dieser wird in englischer Sprache durchgeführt und zwar in den ersten zwei Jahren im Fach Geschichte, in den Klassen 9 und 10 im Fach Erdkunde, sowie in der 11. bis 13. Klasse im Fach Politik.
Als dritte Fremdsprache (Wahlsprache) ab Klasse 7 wird Niederländisch angeboten. Als Arbeitsgemeinschaften lassen sich zum Beispiel Japanisch und Russisch anwählen.
Die Schüler können folgende altsprachliche Abschlüsse erwerben: kleines Latinum (nach Klasse 10), Latinum (nach Klasse 11), großes Latinum (mit Abschluss des Abiturs).
Die Profiloberstufe erlaubt den Schülern einen sprachlichen, einen gesellschaftswissenschaftlichen, einen naturwissenschaftlichen, einen musisch-künstlerischen oder einen sportlichen Schwerpunkt zu wählen.
Außerdem bietet die Schule eine (Hoch-)Begabtenförderung an, die es ermöglicht talentierte Schüler gezielt zu fördern. Dabei wird je nach Begabung ein altersgerechter und individueller Förderplan verfolgt, der nach anerkannten Fördermodellen ausgearbeitet wird.

## Besonderheiten
- Seit 1880 besteht der Gymnasial Turn- und Ruderverein (GTRV)[4] als ältester selbstständiger Schülerruderverein in Deutschland
- Seit 1930 besteht der Verein ehemaliger Georgianer[5]
- Seit dem Jahre 1981 organisieren die Abiturienten des Georgianums und des Johanneums zusammen mit denen des Franziskusgymnasiums das Abifestival in Lingen, das mittlerweile über 10.000 Besucher anlockt. Besonders hervorzuheben ist dabei die gemeinschaftliche Arbeit der damals noch drei Gymnasien.
- 2004 wurde das Gymnasium Partnerschule des Deutschen Fußball-Bundes.
- 2005–2017 bekam das Georgianum die Auszeichnung Umweltschule in Europa von der Niedersächsischen Landesschulbehörde verliehen.
- 2008 und 2013 wurde die Schule mit dem Titel Sportfreundliche Schule ausgezeichnet.
- Das Georgianum pflegt Partnerschaften mit den folgenden ausländischen Schulen, mit denen es z. T. einen jährlichen Schüleraustausch organisiert:[6]
  - Edgewood High School in Ellettsville, Indiana, USA, (seit 1984)
  - Collège Louis et Auguste Lumière in Besançon (Frankreich)
  - Petöfi Sándor Gimnazium in Mezöbérény (Ungarn)

## Bekannte Schüler
Folgende bekannte Schüler haben die Schule (Lateinschule/Akademie/Gymnasium) besucht: (in chronologischer Reihenfolge)
- Arnold Drakenborch (1684–1748), niederländischer klassischer Philologe
- Theodorus Jacobus Frelinghuysen (* ca. 1691; † ca. 1747), deutsch-amerikanischer reformierter Theologe
- Friedrich Wilhelm Kulenkamp (1714–1799), Jurist
- Johann Gottlob Leidenfrost (1715–1794), deutscher Mediziner und Theologe
- Paulus Chevallier (1722–1796), niederländischer reformierter Theologe
- Julius August von der Horst (1723–1791), preußischer Minister und Vertrauter von Friedrich II.
- Johann Gerhard Hasenkamp (1736–1777), evangelisch-reformierter Theologe
- Johann Friedrich Mieg (1744–1819) war ein deutscher reformierter Prediger, Freimaurer und Illuminat
- Karl Philipp Mauve (1754–1821), preußischer Landrat des Kreises Tecklenburg von 1816 bis 1821
- Christian Hendrik Persoon (1761–1836), Mykologe und Botaniker
- Evert Jan Thomassen à Thuessink (1762–1832), Medizinprofessor in Groningen
- Abraham Jacob van der Aa (1792–1857), niederländischer Lexikograph und Literat
- Gerard Conrad Bernard Suringar (1802–1874), Mediziner und Historiker
- Johannes Lambertus zum Sande (1802–1878), Jurist und Politiker
- Karl von Müller (1810–1879), Landschaftsrat und Mitglied des Deutschen Reichstags
- Friedrich Anton Wilhelm Miquel (1811–1871), deutsch-niederländischer Botaniker
- Franz Wilhelm Miquel (1818–1855), deutscher Gymnasiallehrer, Redakteur und Schriftsteller
- Arthur Breusing (1818–1892), deutscher Geograph und Navigationslehrer
- Karl Hermann Schauenburg (1819–1876), deutscher Mediziner und Dichter
- Rudolf Hermann Kriege (1820–1850), deutscher Burschenschafter, Journalist und Revolutionär 1848/49
- Wilhelm André (1827–1903), Jurist, Politiker und von 1874 bis 1896 erster Oberbürgermeister der Stadt Chemnitz
- Louis Kugelmann (1828–1902), Arzt und Mitglied der Ersten Internationale
- Johannes von Miquel (1828–1901), preußischer Staats- und Finanzminister und Reformer
- Carl Jüngst (1831–1918), Eisenhüttenfachmann
- Ludwig Franzius (1832–1903), deutscher Wasserbauingenieur
- Theodor Nöldeke (1836–1930), Orientalist
- Balduin von Schele (1836–1903), Rittergutsbesitzer und Mitglied des Deutschen Reichstags
- Ferdinand August Wilhelm Hermann Freiherr von Dincklage (1839–1906), deutscher Reichsgerichtsrat
- Albert Weibezahn (1840–1898), Richter und Parlamentarier
- Georg Franzius (1842–1914), deutscher Wasserbauingenieur
- Fritz Hacke (1842–1922), Jurist und Mitglied des deutschen Reichstags
- Carl Wagener (1842–1920), deutscher Philologe und Gymnasiallehrer
- Berthold Ribbentrop (1843–1917), deutsch-britischer Forstbeamter der Indischen Regierung[7]
- Karl F. H. Stadtländer (1844–1916), Jurist und Politiker, Senator und Bürgermeister in Bremen
- August Egbert von Derschau (1845–1883), Jurist und Romanschriftsteller
- John Henry Oechtering (1845–1942), deutsch-US-amerikanischer Generalvikar
- Alexander Wyneken (1848–1939), Journalist und Zeitungsverleger
- August von Frese (1850–1920), Landwirt, Präsident der Landwirtschaftskammer und Politiker
- Ludwig Troske (1856–1934), Ingenieur und Professor für Eisenbahnmaschinen
- Dietrich Mülder (1861–1947), deutscher Gymnasiallehrer und Altphilologe
- Hermann Paull (1867–1944), deutscher Arzt und Schriftsteller
- Ernst Freiherr von Forstner (1869–1950), deutscher Offizier (General der Infanterie)
- Friedrich Grebe (1873–1931), Lehrer und Politiker
- Emanuel Graf von Galen (1877–1950), deutscher Gutsbesitzer, Landrat und MdL (Deutsche Partei)
- Wilhelm Berning (1877–1955), von 1914 bis 1955 Bischof von Osnabrück sowie Apostolischer Vikar für das Apostolische Vikariat des Nordens (bis 1929).
- Ferdinand Lessing (1882–1961), deutscher und später US-amerikanischer Sinologe, Mongolist und Kenner des Lamaismus
- Heinrich Heiser (1883–1962), deutscher Wasserbauingenieur und Professor
- Albert Herrmann (1886–1945), deutscher Geographiehistoriker
- Hermann Heukamp (1886–1966), römisch-katholischer Politiker
- Peter Paul Althaus (1892–1965), Schriftsteller und Kabarettist
- Friedrich Frisius (1895–1970), Marineoffizier und Vizeadmiral im Zweiten Weltkrieg
- Wilhelm Buitkamp (1900–1967), evangelisch-reformierter Theologe und von 1953 bis 1965 Kirchenpräsident der Evangelisch-reformierten Kirche in Nordwestdeutschland.
- Heinrich Börsting (1900–1969), katholischer Priester und Bistumsarchivar
- Franziskus Demann (1900–1957), Bischof von Osnabrück.
- Otto Koke (1909–1966), Jagdschriftsteller
- Hans-Erich Creutzig (1912–1987), deutscher lutherischer Theologe, Mitglied des Landeskirchenamtes Hannover der Evangelisch-lutherischen Landeskirche Hannovers
- Erwin Wilkens (1914–2000), evangelischer Theologe
- Bernhard Grünberg (1923–2021), Zeitzeuge und Ehrenbürger von Lingen
- Rudolf Friedrich Rohlinger (1926–2011), deutscher Fernsehjournalist und -moderator
- Martin Kruse (1929–2022), Bischof der Evangelischen Kirche von Berlin-Brandenburg
- Aloysius Regenbrecht (1929–2004), deutscher Pädagoge und Hochschullehrer
- Franz Möller (1930–2018), Politiker, MdB (CDU)
- Heinrich Reinermann (1937–2025), deutscher Ökonom und Verwaltungswissenschaftler
- Beringer Hermann Hans Joachim Altmann (1939–2010), deutscher Maler und Grafiker
- Götz Harnischfeger (1939–2016), deutscher Pharmazeut, Chemiker sowie Botaniker.
- Wilfried Kruse (* 1939), lutherischer Theologe und Hamburger Hauptpastor
- Karl-Heinz Hense (1946–2021); Pseudonym auch: Jan Marthens, Schriftsteller und Journalist.
- Hermann Kues (* 1949), Politiker und Parlamentarischer Staatssekretär
- Peter van Roye (* 1950), ehemaliger deutscher Ruderer, Bronzemedaillengewinner bei den Olympischen Spielen 1976 in Montreal
- Werner Brinker (* 1952), Vorstandsvorsitzender der EWE AG, Oldenburg bis 2015, Manager und Honorarprofessor
- Jan Marius Jacob Lange van Ravenswaay (* 1952), deutscher evangelischer Theologe
- Heiner Pott (* 1954), Politiker (CDU), Oberbürgermeister von Lingen und Staatssekretär im Niedersächsischen Ministerium für Soziales, Frauen, Familie, Gesundheit und Integration.
- Frank Leo Schröder (* 1961), deutscher Schauspieler
- Udo Eling (* 1962), Autor, Satiriker und Journalist
- Jürgen Manemann (* 1963), katholischer Theologe, Philosoph und Direktor des Forschungsinstituts für Philosophie in Hannover
- Annette Focks (* 1964), Musikerin und Komponistin von Filmmusik
- Hermann Große-Berg (* 1966), Theaterschauspieler
- Lars Göhmann (* 1968), Theater- und Kunstwissenschaftler
- Martin Kluge (* 1968), deutscher Schauspieler
- Heiko Holtmeier (* 1969), deutscher Kirchenmusiker, Pianist und Organist
- Hans Michael Heinig (* 1971), Rechtswissenschaftler
- Michael Welling (* 1971), deutscher Wirtschaftswissenschaftler, Hochschullehrer und Fußballmanager
- Maja von Vogel (* 1973), deutsche Kinder- und Jugendbuchautorin sowie Übersetzerin
- Torben Krämer (* 1974), deutscher Schauspieler
- Frank Hoppmann (* 1975), deutscher Karikaturist, Zeichner und Illustrator
- Ingo Schultz (* 1975), ehemaliger Sprinter, Vizeweltmeister 400 m im Jahr 2001, Europameister 2002
- Stefan Wessels (* 1979), Torwarttrainer und ehemaliger Fußballspieler
- Meike Leluschko (* 1981), deutsche Sopranistin
- Alexander Neupert-Doppler (* 1981), deutscher Politikwissenschaftler und Philosoph
- Merle Collet (* 1986), Schauspielerin, Moderatorin und Autorin
- Julia Krajewski (* 1988), Pferdewirtschaftsmeisterin, Goldmedaillengewinnerin Olympische Sommerspiele 2020 (2021) in Tokio
- Artur Weigandt (* 1994), Journalist, Übersetzer und Autor

## Bekannte Lehrer
Folgende bekannte Lehrer haben an der Schule (Lateinschule/Akademie/Gymnasium) gelehrt:

(nach Geburtsjahr sortiert; in Klammern ihre Lebensdaten bzw. der Zeitraum ihrer Tätigkeit)
- Henricus Pontanus (1652–1714), deutscher reformierter Theologe (1697–1700)
- Joan Frederik Nilant, auch Johan Frederik Nilant, (1680–1757) war ein niederländischer Lehrer, Philologe und Jurist
- Johannes Ens (1682–1732), niederländischer reformierter Theologe (1719–1720)
- Jakob Elsner (1692–1750), deutscher lutherischer Theologe (1720–1722)
- Georg Heinrich Werndly (1693–1744), deutscher Missionsprediger und Professor für orientalische Sprachen (1737–1740)
- Heinrich Theodor Pagenstecher (1696–1752), deutscher Jurist (1719–1721)
- Ernst Alexander Otto Cornelius Pagenstecher (1697–1753; 1721–1725)
- Leonard Offerhaus (1699–1779), deutscher Historiker in den Niederlanden (1725–1728)
- Johan Daniel van Hoven (1705–1793), Professor für Geschichte und Beredsamkeit
- Johann Kasimir Mieg (1712–1764), deutscher reformierter Theologe, Prediger und Hochschullehrer (1743–1757)
- Ferdinand Stosch (1717–1780), deutscher reformierter Theologe (1757–1761)
- Friedrich Adolf van der Marck (1719–1800), deutscher Jurist (1773–1783)
- Leonhard Ludwig Finke (1747–1837), deutscher Arzt (1780–1819)
- Carl Otto Graebe (1751–1821), deutscher Jurist
- Theodor Christian Friedrich Raydt (1768–1833), deutscher Jurist (1792–1819)
- Lucas Suringar (1770–1833), niederländischer reformierter Theologe (1797–1815)
- August Friedrich Wolper (1795–1832), deutscher Autor und stellvertretender Direktor
- Moritz Rothert (1802–1886), deutscher Altphilologe; Direktor des Georgianums 1834–1845
- Heinrich Ludolf Ahrens (1809–1881), deutscher Altphilologe und Dialektologe; Direktor (1845–1849)
- Gustav Lahmeyer (1827–1915), deutscher Altphilologe; Direktor des Georgianums 1866–1868
- Heinrich Runge (1827–1899), Altphilologe; Konrektor 1863–1868
- Arnold Passow (1829–1870), deutscher Altphilologe; Direktor des Georgianums 1868–1870
- August Ernst Zwitzers (1834–1921), Lehrer und Pastor
- Johann Gustav Hermes (1846–1912), deutscher Mathematiker
- Heinrich Eduard Züge (1851–1902), deutscher Mathematiker
- Albert Zimmermann (1854–1925), deutscher Klassischer Philologe und Gymnasiallehrer
- Wilhelm Haacke (1855–1912), Biologe und Vererbungsforscher
- Oskar Viedebantt (1883–1945), Althistoriker und Gymnasiallehrer; Direktor des Georgianums 1930–1934
- Karl Kennepohl (1895–1958), Lehrer und Numismatiker[8]